# Bloomingburg (Ohio)
Bloomingburg és una vila del Comtat de Fayette (Ohio) als Estats Units d'Amèrica.

## Demografia
Segons el cens dels Estats Units del 2000 Bloomingburg tenia 874 habitants, tenia 874 habitants, 309 habitatges, i 221 famílies. La densitat de població era de 482,1 habitants/km².
Dels 309 habitatges en un 41,4% hi vivien nens de menys de 18 anys, en un 52,1% hi vivien parelles casades, en un 12,6% dones solteres, i en un 28,2% no eren unitats familiars. En el 22,7% dels habitatges hi vivien persones soles el 8,1% de les quals corresponia a persones de 65 anys o més que vivien soles. El nombre mitjà de persones vivint en cada habitatge era de 2,78 i el nombre mitjà de persones que vivien en cada família era de 3,18.
Per edats la població es repartia de la següent manera: un 30,9% tenia menys de 18 anys, un 10,6% entre 18 i 24, un 30,2% entre 25 i 44, un 19,6% de 45 a 60 i un 8,7% 65 anys o més.
L'edat mediana era de 30 anys. Per cada 100 dones de 18 o més anys hi havia 104,1 homes.
La renda mediana per habitatge era de 31.346 $ i la renda mediana per família de 31.979 $. Els homes tenien una renda mediana de 25.595 $ mentre que les dones 20.855 $. La renda per capita de la població era de 12.281 $. Aproximadament l'11,1% de les famílies i el 16% de la població estaven per davall del llindar de pobresa.

## Poblacions properes
El següent diagrama mostra les poblacions més properes.